# Етьєн Де Вільде
Етьєн Де Вільде (23 березня 1958) — бельгійський велогонщик.
Срібний призер Олімпійських Ігор 2000 року в медісоні, учасник 1996 року.
Чемпіон світу з трекових велоперегонів 1993 (гонка за очками), 1998 (медісон) років.
Чемпіон Європи з велоперегонів на треку 1989 (омніум), 2000 (медісон) років, срібний призер 1987 року в медісоні, бронзовий призер 1995, 1997 років у медісоні.